# Kapuvár
Kapuvár é uma cidade da Hungria, situada no condado de Győr-Moson-Sopron. Tem 96,05 km² de área e sua população em 2019 foi estimada em 10.281 habitantes.